# 普拉特內克山 (埃斯特爾山脈)
47°33′10″N 11°13′30″E / 47.55278°N 11.22500°E

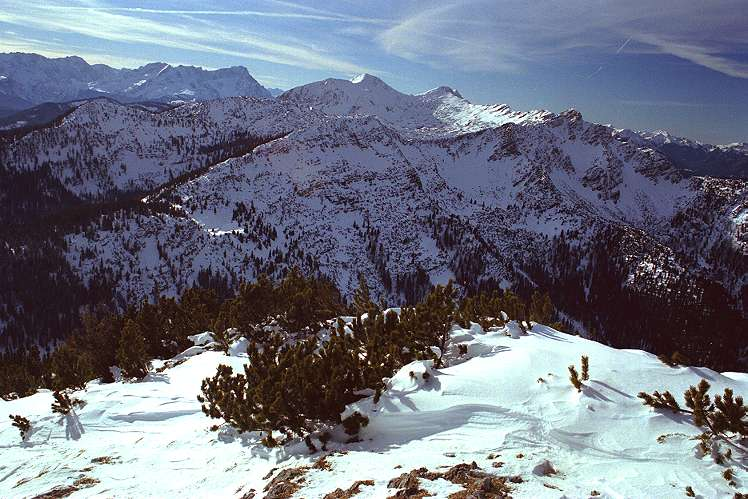

普拉特內克山（德語：Platteneck），是德國的山峰，位於該國東南部，由巴伐利亞負責管轄，屬於巴伐利亞前阿爾卑斯山脈中埃斯特爾山脈的一部分，海拔高度1,804米。